# Фред Адра
Фред Адра (справжнє ім'я Фредерік Драчинський, нар. 19 січня 1972, Тбілісі, Грузинська РСР, СРСР) — ізраїльський російськомовний письменник, драматург і музикант, лідер етногрупи «Злі ляльки». Молодший брат Марка Далета.

## Життєпис
Народився 1972 року в Тбілісі, Грузинська РСР. У 1990 році переїхав до Ізраїлю. Нині живе в Єрусалимі. За освітою мистецтвознавець та археолог.
2006 року журі під керівництвом Едуарда Успенського присудило Фреду Адрі перший приз під час першого вручення премії за найкращий твір для дітей «Заповітна мрія»; втім, критика відразу ж запитала: «А може, це книжка для дорослих?»

## Творчість

### Повісті
- «Алекс та снігові тіні», 2004

### Цикл «Лис Улісс»
Пенталогія про світ антропоморфних звірів. Видавалася двічі, під різними назвами.
1. «Лис Улісс» або «Лис Улісс і скарб шаблезубих» (2006)
2. «Лис Улісс і край світу» або «Лис Улісс та втрачене місто» (2007)
3. «Лис Улісс і зв'язок часів» або «Лис Улісс і сопілка часу» (2011)
4. «Кіт Артур і пастка для Землі» або «Лис Улісс і пастка для Землі» (2012)
5. «Лис Улісс та довга зима» (2018)

### Цикл «Чарівник і Діджей»
Не пов'язані між собою оповідання про людину, яка вміє спілкуватися з духами.
- «Кінець акторської кар'єри»
- «Нісенітниця в картинках»
- «Гувернер»

### Пародії
- «Ми з Мельпоменою»
- «Виродки»
- «Віскі-с»

### Оповідання
- «Контури зла»
- «Ми — ліс»
- «Не любіть, та не любимі будете»
- «Пазл»
- «Шоу „Гротеск“»
- «Витель»

### Мініатюри
- «Автобаса»
- «Вінні-Пух і нікого-нікого-нікого»
- «Таксі-глюк»
- «Тригрошова п'єса»
- «З корабля на бал»
- «Всесвіт, здатний на підлість»
- «Творчі руїни»
- «Пістолет самотності»
- «Стар і млад»
- «І банки наші швидкі»
- «Вечір важкого дня»
- «Шедевр нашого часу»
- «Історична правда»

### П'єси
- «Автобаса повертається»
- «Як у казці я бранка»
- «Шкілка»
- «Лис Улісс і Дух Зими»

### Мікроп'єси
- «Гамлет»
- «Чисто конкретне вбивство»
- «Діагноз»
- «Упізнання»
- «Випускники»